# 吳鋌
吳鋌（？—？），貴州都勻衛人，明朝人物。

## 生平
父母早喪，由伯父撫養成人。少有文名，得到謫居鄒元標賞識。萬曆十年（1582年）壬午科貴州鄉試第一名舉人（解元），會試不第。常思念父母早喪，潸然淚下，嘔血而卒。